# Mireille Mathieu
Mireille Mathieu, "La demoiselle d'Avignon" ("mlada dama iz Avignona"), (Avignon, Vaucluse, 22. srpnja 1946.), francuska je pjevačica.

## Životopis
Mireille Mathieu rođena je u obitelji s 14-ero djece. Njen otac Roger koji je preminuo 1985. bio je kamenorezac a majka Marcelle domaćica.
21. studenog 1965. mlada 19-o godišnja Mireille Mathieu nastupa na TV natjecanju  Télé Dimanche koje je prikazano u cijeloj Francuskoj, kada je bila zapažena od strane Johnnyja Starka, s kojim potpisujue ugovor i izdaje svoj prvi album Mon Credo, koji je prodan u 1,3 milijuna primjeraka u 5 mjeseci.
Mireille Mathieu ima repetroar od 1 200 pjesama, pjeva između ostalog na francuskom, njemačkom, engleskom, talijanskom, španjolskom, katalonskom, japanskom, kineskom, ruskom i finskom. Mireille Mathieu je bila prva zapadnoeuropska pjevačica koja je nastupala u Kini. Tijekom godina Mathieu je postala ambasadorom francuske pjesme, prodala je preko 150 mil. ploča, a 14. studenog 1983. održala je privatni nastup pred papom Ivan Pavlom II.
Mireille Mathieus je svoj veliki proboj doživjela 1965., djelomično što je sličila Edith Piaf, koja je preminula dvije godine prije i za kojom su još bili ožalošćeni. Mireille Mathieu i njen menadžer uvidjeli su u međuvremenu da je opasno biti kopija poznate zvijezde tako da su radili na tome da Mireille Mathieu ima sasvim novi originalni image kojeg se ne bi miješalao sa stilom Edith Piaf. 
Njen glas nije imao sličnosti s glasom Edith Piaf. Mireille Mathieu pjeva s jakim glasom s brzim vibracijama.

## 40 godina kaijera
2005. Mireille Mathieu proslavlja 40 godina uspješne karijere prigodnim koncertom u pariškoj Olympiji. Poslije koncerta je objavljen i DVD. Une place dans mon cœur.

## Vanjske poveznice
- Službena stranica